# Pirocatechină
Pirocatechina (de asemenea cunoscută și ca 1,2-dihidroxibenzen sau pirocatechol) este un compus organic cu formula C6H4(OH)2. Este un fenol dihidroxilic, fiind izomerul orto al benzendiolului, ceilalți doi izomeri fiind rezorcina și hidrochinona. 

## Tautomerie
Pirocatecholul este in echilibru chimic cu forma sa tautomeră cetonică. Compoziția de echilibru a celor două forme tautomere depinde și de solventul în care e dizolvat.